# Jazbina Cvetlinska
Jazbina Cvetlinska is een plaats in de gemeente Bednja in de Kroatische provincie Varaždin. De plaats telt 374 inwoners (2001).